# Lucius Aurunculeius Cotta
Lucius Aurunculeius Cotta (? – říjen 54 př. n. l. Galie) byl římský legát a vojevůdce v římské armádě Julia Caesara v době galských válek. Informace o tomto vojevůdci se dochovaly v Zápiscích o válce galské sepsaných Juliem Caesarem.
Je pravděpodobné, že Lucius Cotta byl v roce 58 př. n. l. jedním z nejnižších legátů Julia Caesara. V roce 57 př. n. l. spolu s Quintem Pediem po bitvě u Bibracte vedl římské kavalérie proti Belgům, kteří byli na útěku z bojiště. V roce 55 př. n. l. během Caesarovy první výpravy do Británie zůstal v Galii a spolu s Tituriem Sabinem vedl výpravu na území Morinů a Menapiu, které se zřejmě rozkládalo mezi ústím řeky Šeldy a deltou Rýna a Mázy. Poslední informace o něm jsou z října roku 54 př. n. l., kdy znovu spolu s legátem Tituriem Sabinem velel římské legii a pěti kohortám, které zimovaly v opevněném táboře v Atuatuku na území Eburonů. Po vyjednávání s eburonskými vůdci Ambiorikem a Cativolcem, opustili opevněný tábor, aby se spojili s legiemi Tita Labiena. Od Eburonů to byla léčka, protože po opuštění tábora byli Eburony napadeni v bitvě u Atuatuka, ve které Titurius Sabinus i Lucius Cotta padl.